# Antonio Figueroa
Francisco Antonio „Tony” Figueroa Díaz (ur. 13 czerwca 1999 w Lázaro Cárdenas) – meksykański piłkarz występujący na pozycji skrzydłowego, od 2025 roku zawodnik Morelii.